# فرانتشيسيك سمودا

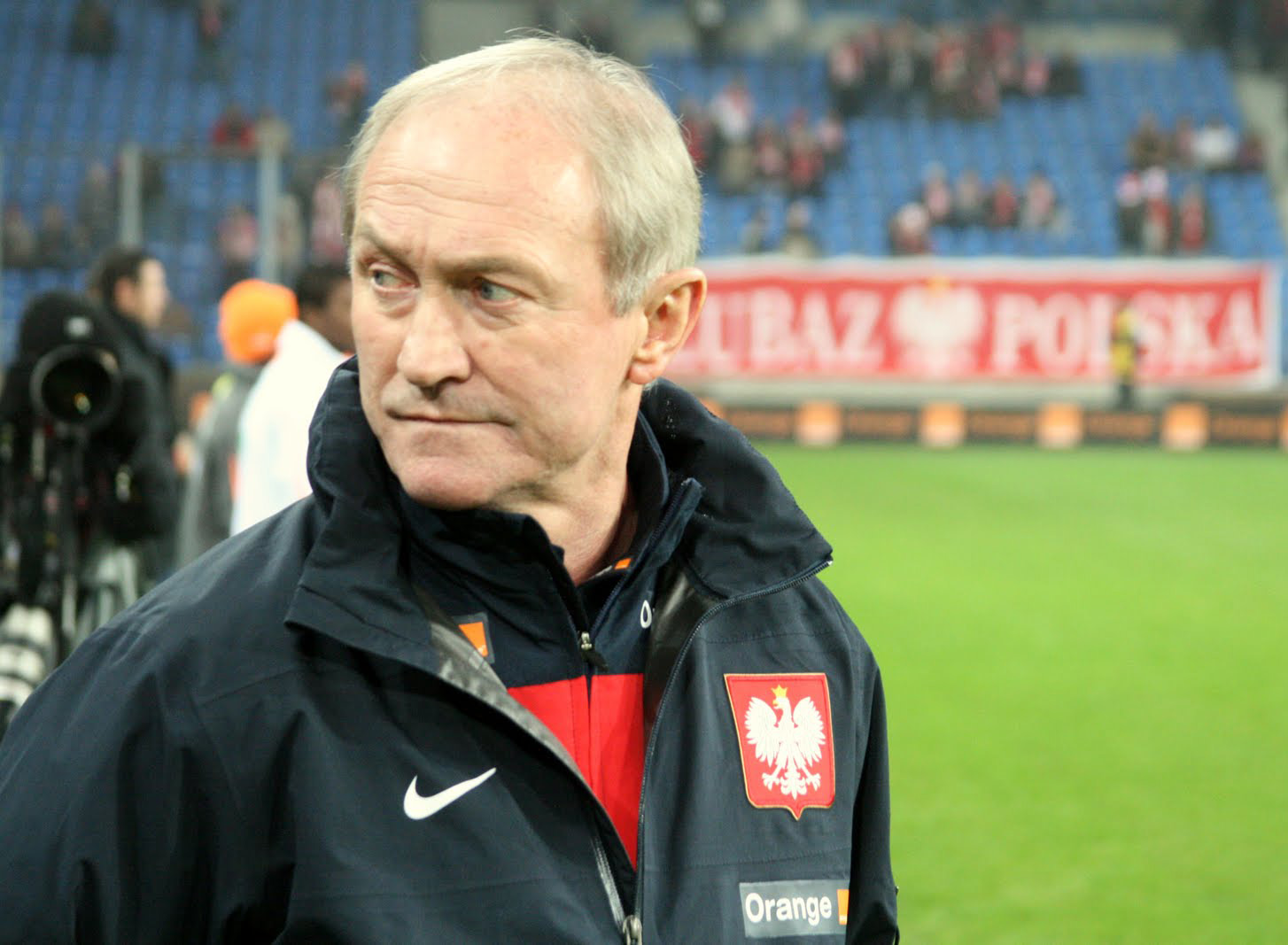

فرانتشيسيك سمودا (22 يونيو 1948 - 18 أغسطس 2024)، هو لاعب ومدرب كرة القدم بولندي، ولد في لوبوميا، مقاطعة فودزيسلاف).

## روابط خارجية
- فرانتشيسيك سمودا على موقع قاعدة بيانات كرة القدم.إي يو (الإنجليزية)
- فرانتشيسيك سمودا على موقع عالم كرة القدم.نت (الإنجليزية)
- الموقع الرسمي